# Lassus
Lassus is een gehucht van de gemeente Hamoir in de Belgische provincie Luik.

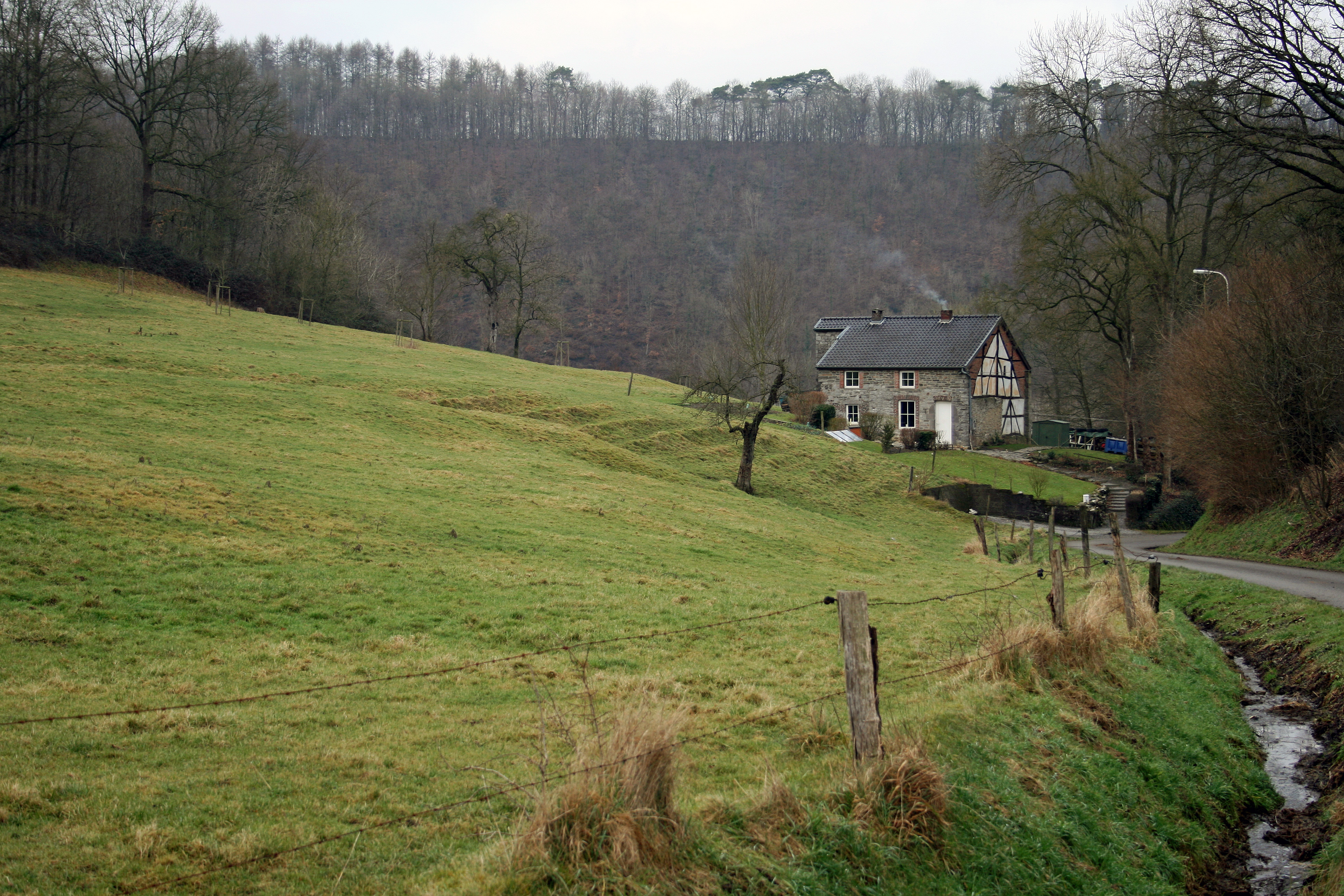

Deelgemeenten: Comblain-Fairon · Filot · Hamoir

Overige plaatsen: Comblain-la-Tour · Lassus · Xhignesse

Belgische gemeenten · arrondissement Hoei · provincie Luik · Wallonië